# Campeón de Campeones 1951-52
El Campeón de Campeones 1951-52 fue la XI edición del Campeón de Campeones que enfrentó al campeón de la Liga 1951-52: León y al campeón de la Copa México 1951-52: Atlante.
El título se jugó a partido único realizado en el Estadio de la Ciudad de los Deportes de la Ciudad de México. Al final de éste, el Atlante consiguió adjudicarse por primera vez en su historia este trofeo.

## Participantes
| León    |  |  |  | Campeón de la Primera División de México (1951-52) |
| Atlante |  |  |  | Campeón de la Copa México (1951-52)                |

## El partido
| 13 de julio de 1952 | León | 0:1 (0:1) | Atlante     | Estadio de la Ciudad de los Deportes, Ciudad de México |                         |
|                     |      |           | Saucedo 18' | Árbitro(s): Salomón Bar                                | Árbitro(s): Salomón Bar |

| Campeón de Campeones 1951-52 |
| ---------------------------- |
|                              |
| Atlas                        |
| 1° Título                    |